# Nova machala (distrikt i Bulgarien, Pazardzjik)
Nova machala (bulgariska: Нова махала) är ett distrikt i Bulgarien.   Det ligger i kommunen Obsjtina Batak och regionen Pazardzjik, i den sydvästra delen av landet, 120 km sydost om huvudstaden Sofia.
I omgivningarna runt Nova machala växer i huvudsak barrskog. Runt Nova machala är det glesbefolkat, med 15 invånare per kvadratkilometer.